# Alejandro Peirano
Alejandro Peirano López (né le 11 mars 1993) est un athlète chilien, spécialiste du 800 m.
Il remporte la médaille de bronze lors des Championnats ibéro-américains de 2018.